# حق وجود

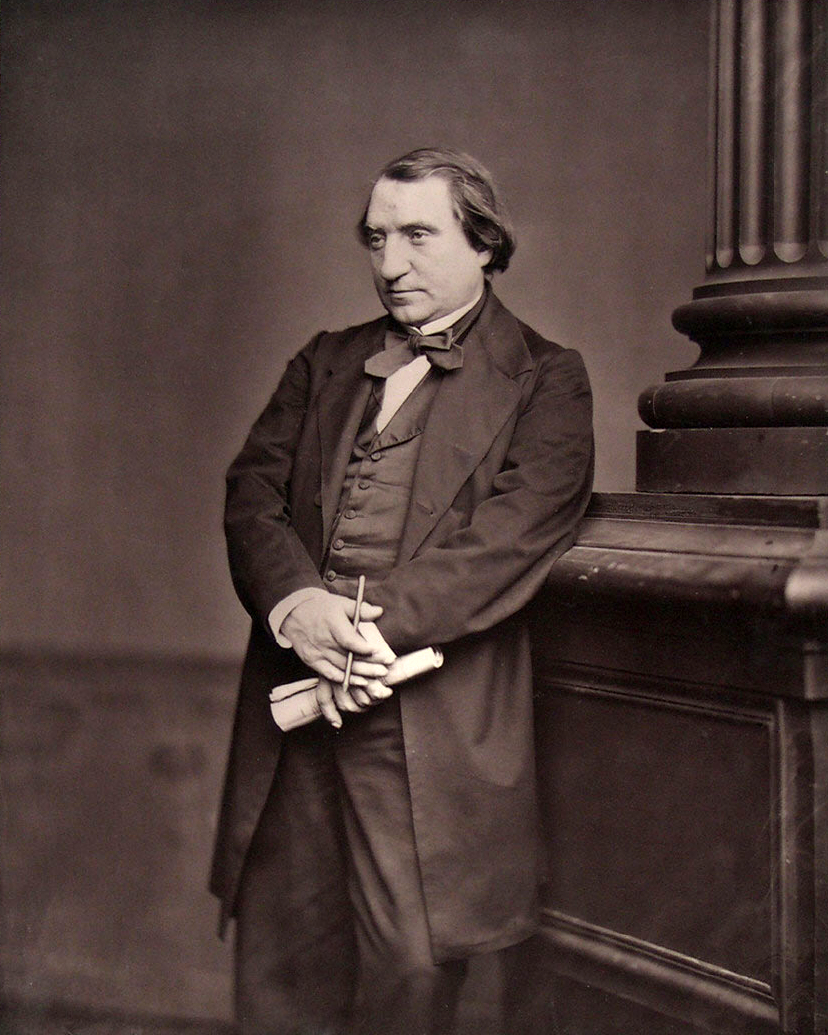
ارنست رنان مورخ فرانسوی در «ملت چیست؟» (۱۸۸۲) از حق وجود دفاع کرد.

حق وجود (انگلیسی: Right to exist) را مشخصه ملت‌ها می‌گویند. بر اساس مقالهای از ارنست رنان، فیلسوف فرانسوی قرن نوزدهم، یک دولت زمانی حق وجود دارد که افراد بخواهند منافع خود را فدای جامعه‌ای کنند که آن را نمایندگی می‌کند. بر خلاف تعیین سرنوشت، حق وجود ویژگی دولت‌ها است نه مردم. این حق، حقی نیست که در حقوق بین‌الملل به رسمیت شناخته شده باشد. این عبارت از دهه ۱۹۵۰ در جریان درگیری اعراب و اسرائیل برآمده‌است.
حق وجود یک دولت در عمل ممکن است در مقابل حق دولتی دیگر برای حفظ تمامیت ارضی تعدیل شود. طرف‌داران حق وجود، آن را به «حق وجود داشتن» ارجاع می‌دهند، که گفته می‌شود حق اساسی دولت‌ها است و صدها سال توسط نویسندگان حقوق بین‌الملل به رسمیت شناخته شده‌است

## تاریخچه
توماس پین (۱۷۳۷–۱۸۰۹) از عبارت «حق وجود» برای اشاره به اشکال حکومت استفاده کرد و استدلال کرد که دولت نمایندگی حق وجود دارد، اما حکومت موروثی این‌طور نیست. در سال ۱۸۲۳، سر والتر اسکات برای «حق وجود در مردم یونان» استدلال کرد. (در آن زمان یونانیان علیه حکومت ترکیه شورش کردند: جنگ استقلال یونان) طبق کتاب «ملت چیست؟» رنان (۱۸۸۲)، «تا زمانی که این آگاهی اخلاقی [که ملت نامیده می‌شود] قدرت خود را با فداکاری‌هایی که خواستار کناره‌گیری از سلطنت است اثبات کند، فرد به نفع جامعه، مشروع است و حق وجود دارد. اگر در حدود آن شک و شبهه ایجاد شد، با مردم مناطق مورد اختلاف مشورت کنید.» وجود حق تاریخی نیست، بلکه «یک همه‌پرسی روزانه است، همان‌طور که وجود یک فرد تأیید دائمی زندگی است.» این عبارت با اشاره به فروپاشی امپراتوری عثمانی در سال ۱۹۱۸ کاربرد زیادی پیدا کرد. الیاکیم و رابرت لیتل در سال ۱۹۰۳ نوشتند: «اگر ترکیه حق وجود دارد؛ و قدرت‌ها خیلی سریع ادعا می‌کنند که وجود دارد، به همان اندازه از حق دفاع از خود در برابر همه تلاش‌هایی که برای به خطر انداختن موجودیت سیاسی او موجود است، دارد.»

## مثال‌ها

### ارمنستان
حق وجود ارمنستان در کنگره برلین در سال ۱۸۷۸ به‌عنوان مسئله ارمنی شناخته شد و بار دیگر در جریان نسل‌کشی ارامنه در جنگ جهانی اول مطرح شد.

### ملت باسک
به گفته ناسیونالیست‌های باسک، «منطقه خودمختار باسک» کشور باسک‌ها است که به عنوان یک ملت مانند لهستان یا ایرلند حق حیات مستقل دارند. باسک‌ها مردمی بسیار قدیمی هستند…

## اسرائیل/فلسطین
در سال ۱۹۴۷، قطعنامه مجمع عمومی سازمان ملل متحد، ایجاد یک «دولت عربی» و یک «دولت یهودی» را در داخل فلسطین در طرح تقسیم سازمان ملل برای فلسطین پیش‌بینی کرد. آژانس یهود، پیشرو دولت اسرائیل، با این طرح موافقت کرد، اما فلسطینی‌ها آن را رد کردند و درگیری آغاز شد. پس از اعلام استقلال یک‌جانبه اسرائیل در ۱۴ مه ۱۹۴۸، حمایت کشورهای عربی همسایه، جنگ داخلی ۱۹۴۷–۱۹۴۸ در فلسطین تحت قیمومت بریتانیا را به جنگ ۱۹۴۸ اعراب و اسرائیل تبدیل کرد. وضعیت حقوقی و ارضی اسرائیل و فلسطین همچنان در منطقه و جامعه بین‌المللی به‌شدت مورد مناقشه است.
به گفته ایلان پاپه، به رسمیت شناختن حق موجودیت اسرائیل از سوی اعراب بخشی از طرح صلح فولکه برنادوت در سال ۱۹۴۸ بود. کشورهای عربی دلیل خود را برای رد این طرح بیان کردند. در دهه ۱۹۵۰، هربرت موریسون، نماینده پارلمان بریتانیا، جمال عبدالناصر، نقل‌قول رئیس‌جمهور وقت مصر را مطرح کرد که گفت: «اسرائیل یک کشور ساختگی است که باید ناپدید شود.» این موضوع به‌عنوان مسئله کانونی بین اسرائیل و اعراب توصیف شد.
پس از جنگ ژوئن ۱۹۶۷، سخنگوی مصر محمد الزیات اظهار داشت که قاهره از زمان امضای آتش‌بس مصر و اسرائیل در سال ۱۹۴۹، حق موجودیت اسرائیل را پذیرفته‌است. وی افزود: این به‌معنای به رسمیت شناختن اسرائیل نیست. در ماه سپتامبر، رهبران عرب در قطعنامه خارطوم یک موضع تندرو «سه شماره» اتخاذ کردند: نه صلح با اسرائیل، نه به رسمیت شناختن اسرائیل، و نه مذاکره با اسرائیل. اما در ماه نوامبر، مصر قطعنامه ۲۴۲ شورای امنیت سازمان ملل را پذیرفت که به‌معنای پذیرش حق موجودیت اسرائیل بود. ناصر هم‌زمان از یاسر عرفات و دیگر رهبران فلسطینی خواست که این قطعنامه را رد کنند. او گفت: «شما باید بازوی غیرمسئول ما باشید. ملک حسین اردن نیز اذعان داشت که اسرائیل در این زمان حق موجودیت دارد. در همین حال، سوریه قطعنامه ۲۴۲ را رد کرد و گفت که این قطعنامه «به حق موجودیت اسرائیل اشاره دارد و حق پناهندگان [فلسطینی] برای بازگشت به خانه‌های خود را نادیده می‌گیرد».
مناخیم بگین پس از تصدی پست نخست‌وزیری در سال ۱۹۷۷ چنین صحبت کرد: حق ما برای وجود؛ آیا تا به حال چنین چیزی را شنیده‌اید؟ آیا به ذهن هر انگلیسی یا فرانسوی، بلژیکی یا هلندی، مجارستانی یا بلغاری، روسی یا آمریکایی خطور می‌کند که از مردمش درخواست به رسمیت شناختن حق وجود خود را کنند؟... آقای رئیس مجلس: من از کنست اسرائیل به دنیا می‌گویم که وجود ما فی‌نفسه حق وجود ماست!
همان‌طور که نیویورک تایمز گزارش داد، یاسر عرفات در سال ۱۹۸۸ اعلام کرد که فلسطینی‌ها قطعنامه‌های ۲۴۲ و ۳۳۸ شورای امنیت سازمان ملل را پذیرفته‌اند که «حق وجود در صلح و امنیت برای همه» را تضمین می‌کند. در ژوئن ۲۰۰۹، باراک اوباما، رئیس‌جمهور ایالات متحده، گفت: «اسرائیل باید بپذیرد، همان‌طور که حق موجودیت اسرائیل را نمی‌توان انکار کرد، حق فلسطین را نیز نمی‌توان انکار کرد.»
در سال ۱۹۹۳، نامه‌هایی بین اسحاق رابین، نخست‌وزیر اسرائیل و عرفات مبادله شد، که در آن عرفات اعلام کرد که «ساف تأیید می‌کند که آن موادی از میثاق فلسطین که حق موجودیت اسرائیل را رد می‌کند، و مفاد میثاق را تأیید می‌کند. مغایر با تعهدات این نامه است که اکنون غیرقابل اجرا است و دیگر اعتبار ندارد.»
در سال ۲۰۰۹، نخست‌وزیر ایهود اولمرت، خواستار پذیرش حق موجودیت اسرائیل به‌عنوان یک کشور یهودی از سوی تشکیلات خودگردان فلسطین شد که تشکیلات خودگردان فلسطین آن را رد کرد. پلنوم کنست در ماه مه ۲۰۰۹ لایحه‌ای را تصویب کرد که انکار عمومی حق موجودیت اسرائیل به‌عنوان یک کشور یهودی را جرم‌انگاری می‌کند و مجازات آن تا یک سال زندان است. در سال ۲۰۱۱، محمود عباس، رئیس‌جمهور فلسطین در سخن‌رانی خود در پارلمان هلند گفت که مردم فلسطین حق موجودیت اسرائیل را به رسمیت می‌شناسند و امیدوارند دولت اسرائیل با «به رسمیت شناختن دولت فلسطین در مرزهای سرزمین اشغالی در سال ۱۹۶۷» پاسخ دهد.
نفتالی بنت و دنی دانون وزرای دولت اسرائیل بارها ایجاد یک کشور فلسطینی را رد کردند و بنت اظهار داشت: «من هر کاری که در توانم باشد انجام خواهم داد تا مطمئن شوم که آن‌ها هرگز دولتی نخواهند داشت.» در ژوئن ۲۰۱۶ یک نظرسنجی نشان داد که از ۲۰ وزیر اسرائیلی فقط ۴ نفر حق وجود دولت فلسطین را پذیرفته‌اند.
جان وی. ویتبک استدلال کرد که اصرار اسرائیل بر حق وجود، فلسطینیان را مجبور می‌کند که برای رنج خود توجیهی اخلاقی ارائه کنند. نوآم چامسکی استدلال کرده‌است که هیچ دولتی حق وجود ندارد، این مفهوم در دهه ۱۹۷۰ ابداع شد و حق موجودیت اسرائیل توسط فلسطینی‌ها قابل‌قبول نیست.
آنتونی کارتی، پژوهشگر حقوق بین‌الملل، در سال ۲۰۱۳ مشاهده کرد که «این سؤال که آیا برای اسرائیل حق قانونی وجود دارد ممکن است به نظر یکی از احساساتی‌ترین واژگان حقوق و سیاست بین‌الملل باشد. این سؤال بلافاصله لفاظی «نابودگرانه» بسیاری از عرب‌ها و سیاست‌مداران و ایدئولوگ‌های اسلامی، از جمله رئیس‌جمهور کنونی ایران را تداعی می‌کند.»

### کردستان
نمایندگان خلق کرد به‌طور مرتب حق خود را برای وجود یک ملت مطرح می‌کنند.

### ایرلند شمالی
در اصل قانون اساسی ایرلند در سال ۱۹۳۷ آمده‌است که قلمرو ملی شامل کل جزیره در مواد ۲ و ۳ است و حق وجود ایرلند شمالی را رد می‌کند. این مواد به‌گونه‌ای تغییر یافتند که ادعای قبلی در مورد کل جزیره ایرلند به آرزویی برای ایجاد یک ایرلند متحد با ابزارهای مسالمت‌آمیز تبدیل شد، «با رضایت اکثریت مردم، که به‌صورت دموکراتیک در هر دو حوزه قضایی در جزیره بیان شده‌است». بخشی از توافقنامه جمعه نیک که به درگیری‌های ایرلند شمالی پایان داد، یک درگیری خشونت‌آمیز بین ملی‌گرایان ایرلندی و اتحادیه‌گرایان اولستر از سال ۱۹۶۹ تا ۱۹۹۸. امضاکنندگان جمعه نیک «مشروعیت هر انتخابی را که اکثریت مردم ایرلند شمالی در رابطه با وضعیت آن آزادانه اعمال می‌کنند، اعم از این‌که ترجیح می‌دهند به حمایت از اتحاد با بریتانیای کبیر یا ایرلند مستقل ادامه دهند، به رسمیت می‌شناسند.»

### کره شمالی
در زمینه عدم به رسمیت شناختن دولت کره شمالی توسط کره جنوبی و ایالات متحده و آنچه که به‌عنوان یک «سیاست خصمانه» توسط ایالات متحده دنبال می‌شود، دولت کره شمالی ایالات متحده را به انکار «حق» وجود کره شمالی متهم می‌کند. برای مثال، بیانیه وزارت خارجه در سال ۲۰۱۷ اعلام کرد: «کره شمالی تلاش‌های خود را برای افزایش قدرت خود برای حفاظت از حاکمیت و حق موجودیت کشور مضاعف خواهد کرد.» خود کره شمالی حق وجود جمهوری کره در جنوب را به رسمیت نمی‌شناسد.

### اوکراین
در سال ۲۰۲۱، یک سال قبل از تهاجم روسیه به اوکراین در سال ۲۰۲۲، ولادیمیر پوتین، رئیس‌جمهور روسیه، متن «دربارهٔ وحدت تاریخی روس‌ها و اوکراینی‌ها» را منتشر کرد. این مقاله ادعا می‌کند که بلاروسها، اوکراینی‌ها و روس‌ها «یک قوم» (ملت سه‌گانه روسیه) هستند که قدرت‌های خارجی می‌خواستند میان آن‌ها «تفرقه بیندازند و حکومت کنند». پوتین جنبش‌های ایجاد دولت‌های مستقل اوکراینی در اوایل قرن بیستم را با دسیسه‌های قدرت‌های مرکزی جنگ جهانی اول و قدرت‌های محور جنگ جهانی دوم برای تضعیف امپراتوری روسیه و اتحاد جماهیر شوروی به ترتیب مرتبط می‌داند. بی‌بی‌کی دیلی (یک روزنامه که در مسکو، روسیه منتشر می‌شود) ادعا کرد که خواندن این مقاله براینیروهای مسلح روسیه ضروری است. رئیس‌جمهور سابق پترو پروشنکو این مقاله را با سخن‌رانی هیتلر در سرزمین سودتلند مقایسه کرد. ۳۵ کارشناس حقوقی این مقاله را محکوم کردند و مدعی شدند که با «انکار وجود» اوکراینی‌ها به‌عنوان یک قوم، «زمینهٔ تحریک به نسل‌کشی را فراهم می‌کند».